# Miquel Joan de Taverner i Rubí
Miquel Joan de Taverner i Rubí (Barcelona, ? - Girona, 24 de maig de 1720) fou Canceller de Catalunya des de 1689 i bisbe de Girona des de 1699. En la Guerra de Successió prengué partit pel bàndol filipista i del 1705 al 1711 estigué exiliat a Perpinyà.
Fou nomenat bisbe de Girona per Carles II de Castella al maig de 1699, després d'haver sigut jutge de l'Audiència Reial. Disgustat d'aquesta carrera, es va fer eclesiàstic quan tenia ja bastant edat, i va ser nomenat després canceller de Catalunya; càrrec que complia quan fou elegit bisbe. Va prendre possessió del bisbat en el seu nom el seu germà Félix, canonge de Barcelona, però el bisbe no va anar a Girona fins al 3 d'abril de 1700, i tornà després a Barcelona a continuar el seu càrrec de canceller, assistint en qualitat de tal a les corts generals que va tenir Felip V en aquesta ciutat. Va seguir el partit d'aquest monarca, contra l'opinió més comuna dels catalans, i havent capitulat Girona, guanyada per l'arxiduc d'Àustria que havia pres el nom de Carles III d'Aragó, es va retirar a Perpinyà en 19 d'octubre de 1705, on romangué fins acabat el setge de Girona (1711), quan les tropes de Felip V d'Espanya sota el comandament del duc de Noailles van recobrar Girona, passant el càrrec de canceller de Catalunya a Llorenç Tomàs i Costa.
En 21 de juny de 1717, estant absent del regne l'arquebisbe de Tarragona, convocà com a bisbe més antic a concili provincial a Girona. Narcís Oliva imprimí aquest concili en aquesta ciutat el 1718. La impressió recull els assumptes tractats i permet conèixer l'estat dels costums, i inclou el discurs d'obertura i un pròleg escrit per Taverner. Els continuadors de l'España Sagrada l'inclogueren al tom 44, entre els apèndixs. En 6 de febrer de l'any 1720 va fer saber personalment al cabiscol que el rei li havia promogut l'arquebisbat de Tarragona, i després d'haver-se acomiadat a 11 d'abril i enviat ja al seu vicari forà a Tarragona, va caure malalt i va morir a Girona mateix el 24 de maig.